# Esporte na Sérvia
O Esporte na Sérvia tem um proeminente papel na sociedade sérvia.
Os esportes populares na Sérvia são: futebol, basquetebol, polo aquático voleibol, handebol e tênis. A Sérvia participou da primeira Olimpíada em 1896, como Iugoslávia.